# My Girlfriend is a Gumiho
My Girlfriend is a Gumiho (hangeul : 내 여자친구는 구미호 ; RR : Nae Yeojachinguneun Gumiho ; également appelé My Girlfriend is a Nine-Tailed Fox) est une série télévisée sud-coréenne en 16 épisodes et diffusée entre le 11 août et 30 septembre 2010 sur la chaîne SBS avec Lee Seung-gi et Shin Min-a.
La série décrit l'histoire d'amour entre un jeune acteur et une renarde à neuf queues, qui veut devenir humaine.

## Scénario
Cha Dae-woong (Lee Seung-gi) relâche accidentellement un gumiho, un légendaire renard à neuf queues piégé à l'intérieur d'une peinture dans un temple. Fuyant le temple, Dae-woong tombe dans un ravin, une chute mortelle, il est alors sauvé par le gumiho qui lui offre son orbe (여우 구슬). Lorsqu'il se réveille, il rencontre une mystérieuse et très belle jeune fille, qu'il prend pour une excentrique ou malade mentale, avant de réaliser qu'il s'agît d'un gumiho. Il accepte de rester avec elle et tente de la rendre heureuse tout en cachant sa véritable identité de gumiho en faisant croire à son entourage qu'il s'agit d'une simple amie dénommée Mi Ho. Peu à peu, cependant, il est moins craintif vis-à-vis d'elle et devient plus protecteur, admettant finalement qu'il l'aime.
Au fil de l'histoire, Mi Ho (Shin Min-a) poursuit son objectif de devenir un être humain, avec l'aide du demi-humain, mi-surnaturel Park Dong Joo, vétérinaire et ayant vécu comme un demi-humain durant des centaines d'années. Celui-ci l'informe que, pour ce faire, elle doit boire son sang et permettre à un humain de garder son orbe à l'intérieur de son corps pendant une centaine de jours. Cependant, Dong Joo ne mentionne pas que, à la fin des 100 jours, l'hôte humain mourra. Mi Ho et Dae Woong tombent amoureux sans connaître pleinement les conséquences de l'accomplissement de son objectif, à savoir que Woong va mourir si elle devient pleinement humaine.

## Distribution

### Acteurs principaux
- Lee Seung-gi : Cha Dae-woong
- Shin Min-a : Gu Mi Ho
- No Min Woo : Park Dong Ju
- Park Soo-jin : Eun Hye In

### Acteurs secondaires
- Sung Dong Il : Ban Doo Hong
- Hyomin : Ban Seon Nyuh
- Byun Hee-bong : le grand-père de Cha Dae-woong
- Yoon Yoo Sun : Cha Min Sook
- Kim Ho Chang : Kim Byung Soo

## Diffusion internationale
- SBS (2010)
- GTV (2010-2011)
- i-CABLE Entertainment Channel (2011)
- ABS-CBN (2011; 2014, rediffusion)
- China Entertainment Television (2012)
- ONE TV ASIA
- Indosiar (2011) / LBS TV (2013)
- BBTV Channel 7

## Liste des résultats d'audience
| Date       | Épisode | Tous les pays | Séoul        |
| ---------- | ------- | ------------- | ------------ |
| 2010-08-11 | 1       | 12,7 % (6e)   | 13,0 % (6e)  |
| 2010-08-12 | 2       | 12,6 % (8e)   | 13,1 % (8e)  |
| 2010-08-18 | 3       | 14,6 % (6e)   | 14,9 % (6e)  |
| 2010-08-19 | 4       | 14,1 % (7e)   | 14,0 % (7e)  |
| 2010-08-25 | 5       | 14,0 % (6e)   | 14,1 % (6e)  |
| 2010-08-26 | 6       | 14,2 % (8e)   | 14,1 % (8e)  |
| 2010-09-01 | 7       | 13,4 % (9e)   | 13,4 % (9e)  |
| 2010-09-02 | 8       | 13,4 % (12e)  | 13,6 % (12e) |
| 2010-09-08 | 9       | 13,2 % (9e)   | 12,8 % (9e)  |
| 2010-09-09 | 10      | 12,3 % (11e)  | 12,6 % (11e) |
| 2010-09-15 | 11      | 13,0 % (9e)   | 12,8 % (9e)  |
| 2010-09-16 | 12      | 10,7 % (11e)  | 10,4 % (11e) |
| 2010-09-23 | 13      | 20,9 % (1re)  | 21,3 % (1re) |
| 2010-09-23 | 14      | 20,9 % (1re)  | 21,3 % (1re) |
| 2010-09-29 | 15      | 18,6 % (3e)   | 18,6 % (3e)  |
| 2010-09-30 | 16      | 21,3 % (2e)   | 21,0 % (2e)  |
| Moyenne    | Moyenne | 15 %          | 15 %         |

Source: TNS Media Korea (novembre de 2012)

## Produits dérivés

### Bande-originale
La bande-originale liée à la série télévisée est sortie le 2 septembre 2010.
| 1.  | 정신이 나갔었나봐 (Losing My Mind)                             | Lee Seung-gi | 3:30 |
| 2.  | 여우비 (Main Theme) (Fox rain)                                 | Lee Sun Hee  | 4:14 |
| 3.  | 내가 사랑할 사람 (미호 Theme) (The Person I Love)              | Lee Seul Bi  | 3:39 |
| 4.  | 울랄라 (Oh La La)                                              | Kim Gun Mo   | 3:31 |
| 5.  | 둘이 하나 (Love Theme) (Two As One)                            | LYn          | 3:30 |
| 6.  | 샤랄라 (Sha La La)                                             | Shin Min-a   | 3:33 |
| 7.  | 덫 (동주 Theme) (Trap)                                         | No Min Woo   | 3:38 |
| 8.  | 나를 바라봐 (Look At Me)                                       | Park Hong    | 3:38 |
| 9.  | 다 줄 수 있어 (I Can Give You All)                             | Shin Min-a   | 4:40 |
| 10. | 여우비 (Acoustic Ver.) (Fox Rain (Acoustic Ver.))              | Lee Sun Hee  | 4:01 |
| 11. | 내가 사랑할 사람 (Piano Ver.) (The Person I Love (Piano Ver.)) | Lee Sun Hee  | 4:08 |
| 12. | 지금부터 사랑해 (I Love You From Now)                          | Lee Seung-gi | 3:46 |

### Livres
La série s'est vu adapté en une série de trois romans photos (영상만화, littéralement manhwa photo) parus en Corée du Sud et reprenant les images de la série.
- (ko) 내 여자친구는 구미호 1 [« My Girlfriend is a Gumiho 1 »], Corée du Sud, 맛있는책, 3 septembre 2010  (ISBN 978-89-93174-07-6)
- (ko) 내 여자친구는 구미호 2 [« My Girlfriend is a Gumiho 2 »], Corée du Sud, 맛있는책, 17 septembre 2010  (ISBN 978-89-93174-08-3)
- (ko) 내 여자친구는 구미호 3 [« My Girlfriend is a Gumiho 3 »], Corée du Sud, 맛있는책, 4 octobre 2010  (ISBN 978-89-93174-09-0)

Deux romans ont également été édités.
- (ko) 내 여자친구는 구미호 1 [« My Girlfriend is a Gumiho 1 »], Corée du Sud, 맛있는책, 2010  (ISBN 978-89-93174-11-3)
- (ko) 내 여자친구는 구미호 2 [« My Girlfriend is a Gumiho 2 »], Corée du Sud, 맛있는책, 2010  (ISBN 978-89-93174-12-0)

## Récompenses
| Année | Prix               | Catégorie                                       | Nomination                      | Résultat |
| ----- | ------------------ | ----------------------------------------------- | ------------------------------- | -------- |
| 2010  | SBS Drama Awards   | Prix d'interprétation masculine dans un drama   | Lee Seung-gi                    | Lauréat  |
| 2010  | SBS Drama Awards   | Prix d'interprétation féminine dans un drama    | Shin Min-a                      | Lauréat  |
| 2010  | SBS Drama Awards   | Top 10 Stars Awards                             | Lee Seung-gi et Shin Min-a      | Lauréat  |
| 2010  | SBS Drama Awards   | Prix du meilleur couple                         | Lee Seung-gi et Shin Min-a      | Lauréat  |
| 2010  | SBS Drama Awards   | Prix du meilleur nouvel acteur                  | No Min Woo                      | Lauréat  |
| 2010  | Melon Music Awards | Top 10 Artist Awards                            | "Losing My Mind" - Lee Seung-gi | Lauréat  |
| 2010  | Melon Music Awards | Prix de la meilleure chanson de bande-originale | "Losing My Mind" - Lee Seung-gi | Lauréat  |
| 2012  | 8th USTV Awards    | Meilleure série étrangère                       | My Girlfriend Is Gumiho         | Lauréat  |

### Sources
- (en) Cet article est partiellement ou en totalité issu de l’article de Wikipédia en anglais intitulé « My Girlfriend Is a Nine-Tailed Fox » (voir la liste des auteurs).

- (ko) Cet article est partiellement ou en totalité issu de l’article de Wikipédia en coréen intitulé « 내 여자친구는 구미호 » (voir la liste des auteurs).

- (ko) Cet article est partiellement ou en totalité issu de l’article de Wikipédia en coréen intitulé « 내 여자친구는 구미호 (사운드트랙) » (voir la liste des auteurs).